# جوني كاش
جون آر (جوني) كاش (26 فبراير 1932 – 12 سبتمبر 2003)، ولد باسم جي آر كاش، وهو مغنٍ وكاتب أغانٍ أميركي وأحد أكثر الموسيقيين تأثيرًا في القرن العشرين. بدأ جوني كاش مغنّياً لموسيقى الكانتري، كما شملت أغانيه وموسيقاه على العديد من الأنواع الموسيقية الآخرى بما في ذلك الروكابيلي والروك أند رول (لا سيما في بداية مهنته)، و فضلا عن البلوز، والفولك والغوسبل. لاحقًا، عاد كاش غناء العديد من أغاني الروك لا سيما لفرقة الروك الصناعي «ناين إنش نايلز». وفرقة السينثوبوب «ديبيش مود».
اشتهر كاش بصوته العميق والمميز وكذلك إيقاعه الذي يشبه صوت قطار الشحن "بوم-تشيكا-بوم" لفريق "ثلاثي تينيسي"، وبسبب سلوكه المتمرد،، وإقامته للحفلات المجانية داخل السجون وكما أكسبته ملابسه الداكنة، لقب "الرجل المتشح بالسواد"". وقد اعتاد كاش أن يبدأ حفلاته الموسيقية بعبارة "مرحبًا، أنا جوني كاش"
دارت عدد من أغاني كاش، وخصوصًا في أواخر حياته المهنية، حول مواضيع كثير منها الحزن، والمحن الأخلاقية والفداء. و من أشهر أغانيه «آي ووك ذا لاين» و«فولسوم بريزون بلوز» و«رينغ أوف فاير» و«غيت أ ريذم» و«مان إن بلاك». و قد سجل أيضًا أغنيات فكاهية، مثل «ون بيس أت أ تايم» و«بوي نيمد سو»، وثنائيات مع جون كارتر مثل أغنية «جاكسون»، وكذلك أغاني السكك الحديدية مثل «هي بورتر».
كان كاش مسيحيًا مخلصًا، ولكنه كان مضطرب الإيمان، وقد تم وصفه بأنه عدسة يمكن أن نرى خلالها التغيرات والتناقضات الأمريكية. كذلك كان باحثًا إنجيليًا وكتب رواية دينية تدعى «الرجل المتشح بالبياض» عن حياة بولس الطرسوسي، وقام بتسجيل صوتي لـ «نسخة الملك جيمس الجديدة» بكاملها من العهد الجديد. ولكن فوق هذا كله فقد قال كاش أنه كان أكبر الخطائين، وأظهر نفسه مرارًا كشخصية معقدة ومتناقضة. ويقال أن كاش قال عن نفسه أنه احتوى العديد من الشخصيات، ورآه العديدون الأمير الفيلسوف لموسيقى الكانتري.

## حياته

### أصوله
و يرجع جوني كاش إلى أصول ملكية اسكتلندية، لكنه لم يكن يعرف ذلك إلا عند بحثه عن أسلافه، حيث تتبع شجرة عائلة كاش إلى القرن الحادي عشر في فايف، اسكتلندا. و كما اكتشف أن بحيرة كاش الاسكتلندية سميت باسم عائلته.
و قد كان يعتقد في أيام شبابه أنه من أصل أيرلندي وهندي، وحتى بعد أن علم أنه لم يكن هندي الأصل، لم يغير ذلك من تعاطفه مع الأمريكيين الأصليين، وأعرب عن هذه المشاعر في العديد من أغانيه، بما في ذلك «أباتشي تيرز» وأغنية «بالاد أوف آيرا هايز»، وفي ألبومه «بيتر تيرز».

### طفولته
ولد جوني كاش باسم جي. أر. كاش في كنجزلاند، أركنساس ، وهو ابن راي (1897 -1985) وكاري (اسمها الأصلي ريفرز) كاش (1904 - 1991)، والتي ولدت في دايس، أركنساس 
أعطي كاش اسم «جي.آر» لأن والديه لم يتفقا على اسم، بل على الأحرف الأولى فقط. عندما جُنّد في القوات الجوية الأمريكية، لم يقبل الجيش تسجيل اسمه بالأحرف الأولى فقط، واتخذ جون أر كاش اسماً قانونياً. وفي عام 1955، عندما وقع عقد مع شركة «تسجيلات صن»، اتخذ اسم جوني كاش كاسم فني.
كان جوني كاش واحدًا من سبعة أطفال هم على الترتيب: روي، مارجريت لويز، جاك، جي آر، جوان، ريبا، تومي. كان شقيقه الأصغر تومي كاش أيضًا مغني كانتري ناجح.
في سن الخامسة، عمل جي آر في حقول القطن، وغنى مع عائلته أثناء عملهم.وقد غمرت المياه مزرعة أسرته في مرتين على الأقل، والتي ألهمته لاحقا لكتابة أغنية «فايف فيت هاي أند رايزينغ». وكذلك فأن مشاكل عائلته الاقتصادية والشخصية أثناء الكساد الكبير ألهمته في كتابة العديد من أغانيه، وبالاخص حول أولئك الناس الذين واجهتم صعوبات مماثلة.
كان كاش مقرّبًا جدًا من شقيقه جاك، و الذي كان أكبر منه بسنتين. و في عام 1944، أصيب جاك حيث قطعه منشار طاولة إلى نصفين تقريبًا في معمل النجارة حيث كان يعمل، وعانى لأكثر من أسبوع قبل وفاته. فقد تحدث كاش في كثير من الأحيان عن شعوره بالذنب الرهيب على هذا الحادثة. وفقًا لما ذكر في كتاب كاش: السيرة الذاتية، فقد كان والده مسافرًا في ذلك الصباح، لكنه ووالدته، وجاك نفسه، كلهم كانت لديهم هواجس أو توجس حول ذلك اليوم، فحثت والدته جاك ليتغيب عن العمل ويذهب للصيد مع أخيه. لكن جاك أصر على العمل، لأن أسرته في حاجة إلى المال. فقال جاك وهو على فراش الموت أنه رأى السماء والملائكة. وبعد عدة عقود، تحدث كاش عن تطلعه إلى الاجتماع مع شقيقه في السماء.
و امتلأت ذكريات كاش المبكرة بموسيقى الغوسبل والإذاعة، كما تعلم العزف على الإيتار من والدته ومن صديق طفولته، وبدأ جوني العزف وكتابة الأغاني وهو صبي صغير. وغنى في المدرسة الثانوية في محطة إلاذاعية المحلية؛ وبعد عقود لاحقة أصدر ألبومًا من أغاني الغوسبل التراثية بعنوان كتاب والدتي للترانيم. و كما أنه قد تأثر أيضا بالموسيقى الأيرلندية التقليدية التي كان يسمعها أسبوعيًا من المغني دنيس داي على برنامج جاك بيني الإذاعي.
جُنّد كاش في سلاح الجو الأمريكي، وبعد التدريب الأساسي في قاعدة لاكلاند للقوات الجوية والتدريب التقني في قاعدة بروكس للقوات الجوية، وتقع الاثنتان في سان أنطونيو، تكساس، انتدب كاش للعمل في وحدة دائرة أمن سلاح الجو الأمريكي، وتم تعيينه كعامل اعتراض شفرة مورس لرسائل الجيش السوفييتي، في لاندسبرغ بألمانيا. و حيث كون فرقته الأولى «برابرة لاندسبرغ». و في 3 يوليو 1954، تم منحه تسريحا مشرفا برتبة رقيب، ومن ثم عاد إلى تكساس.

### زواجه

#### فيفيان ليبيرتو
وفي 18 يوليو 1951، أثناء تدريبات سلاح الجو، التقى كاش بفيفيان ليبرتو ذات السبعة عشر عامًا في حلبة تزلج على الجليد في مسقط رأسها في سان أنطونيو. وتواعدا لثلاثة أسابيع، إلى أن ذهب كاش إلى ألمانيا في جولة لمدة ثلاث سنوات. وخلال ذلك الوقت، تبادل العروسان مئات رسائل الحب.
وفي 7 أغسطس 1954، و بعد شهر من تسريحه، تزوج الاثنان في كنيسة سانت آن الكاثوليكية في سان أنطونيو، وأجرى المراسم عمها فينسنت ليبرتو، وأنجبا أربع بنات: روزان (ولدت في 24 مايو 1955)، كاثي (ولدت في 16 أبريل 1956)، سيندي (ولدت في 29 يوليو 1958) وتارا (ولدت في 24 أغسطس 1961).فقد كان لتعاطي كاش للمخدرات والكحول وجولاته المستمرة وعلاقاته النسائية (بما في ذلك زوجته المستقبلية جون كارتر)، دورًا كبيرا في طلب فيفيان للطلاق في عام 1966.

#### جون كارتر
وفي عام 1968، وبعد 13 عام من تقابلهما للمرة الأولى وراء الكواليس في غراند أول أوبري، تقدم كاش لطلب يد جون كارتر، وهي مغنية كانتري ناجحة، ومن خلال أقامتهم في لندن، أونتاريو، وتزوجا في 1 مارس 1968 في فرانكلين، كنتاكي. وكان قد تقدم لها عدة مرات، ولكنها كانت ترفض دائمًا، وأنجبا طفلاً واحدًا هو جون كارتر كاش (ولد في 3 مارس 1970).
واستمرا في العمل والتجول معًا لخمسة وثلاثين عام، حتى توفيت جون كارتر في يونيو 2003. توفي كاش بعد ذلك بأربعة أشهر.وقد شاركت كارتر في كتابة واحدة من أنجح أغانيه، هي «حلقة النار» (بالإنجليزية: Ring of Fire)، وفازا بجائزتي غرامي لأعمالهم المشتركة. وروت فيفيان ليبرتو قصة مختلفة عن أصل «حلقة النار» في أسير على الطريق: حياتي مع جوني، مشيرة إلى أن كاش أعطى كارتر حقوق الأغنية لأسباب مالية.

## مسيرته الفنية

### بدايته مهنيًا
وفي عام 1954، انتقل جوني وفيفيان إلى ممفيس، تينيسي، حيث اشتري الأجهزة أثناء دراسته ليكون مذيع راديو. و كان يعزف في الليل مع عازف الجيتار لوثر بيركنز وعازف الكونتر باص مارشال غرانت. وعرف بيركنز وغرانت باسم ثنائي تينيسي أو Tennessee Two. فقد عمل كاش بحماس لزيارة استوديوهات تسجيلات صن، على أمل الحصول على عقد تسجيل. وفي تجربة أداء له أمام سام فيليبس، غنّي أغاني دينية، فأبلغه فيليبس أن الأغاني الدينية لا يمكن تسويقها. ويحكى أن فيليبس قال لكاش ذات مرة أن «عد إلى بيتك وارتكب خطيئة، ثم عد بأغنية أستطيع بيعها»، بالرغم من أن كاش نفى قول فيليبس أي كلام من هذا القبيل في مقابلة عام 2002. فقد نجح كاش في النهاية باستمالة المنتج بأغاني جديدة بأسلوبه. ومن أغانيه الأولى في شركة صن، هي بورتر (بالإنجليزية: Hey, Porter) وكراي كراي كراي (بالإنجليزية: Cry! Cry! Cry!)، التي صدرت في عام 1955 وحققت نجاحًا معقولاً في قائمة بيلبورد لأغاني الكانتري.
في 4 ديسمبر 1956، زار ألفيس بريسلي مالك الإستوديو سام فيليبس، بينما كان كارل بركينز في الأستوديو يسجل أغاني جديدة مع جيري لي لويس عازف البيانو. كان كاش أيضًا في الأستوديو وبدأ الأربعة وصلة موسيقية ارتجالية. ترك فيليبس الأشرطة تستمر بالتسجيل، كانت نصف الأغاني تقريبًا دينية، ومنذ ذلك الحين أطلق ألبوم بعنوان رباعي المليون دولار".
واما ألبوم كاش التالي فقد كان «فولسم بريزون بلوز»، والذي وصل للمركز الخامس على قائمة ألبومات الكانتري، وأغنية «آي ووك ذا لاين»و التي تصدرت القائمة لست أسابيع ودخلت قائمة أغاني البوب لأحسن 20 أغنية، وتبعتها «بهوم أوف ذا بلوز»، وسجلت في يوليو 1957. في العام نفسه، أصبح كاش أول فنان لشركة صن يصدر ألبوم طويل. ورغم أنه كان من أحد أبرز فناني شركة صن في ذلك الوقت، فقد شعر كاش بأنه مقيد بعقده مع الشركة الصغيرة. وكان إلفيس بريسلي قد ترك صن بالفعل، وكان فيليبس يركز معظم اهتمامه على الترويج لجيري لي لويس. و في السنة التالية، ترك كاش الشركة لتوقيع عرض مغري مع تسجيلات كولومبيا،و حيث أصبحت أغنيته «لا تأخذ مسدساتك إلى المدينة» (بالإنجليزية: Don't Take Your Guns to Town) واحدة من أنجح أعماله.
في بداية الستينات، تجول كاش مع عائلة كارتر، والتي تغني فيها بانتظام في ذاك الوقت بنات مايبيل كارتر، أنيتا وجون وهيلين. ذكرت جون التي تزوجها كاش، في وقت لاحق إعجابها بجون من بعيد خلال هذه الجولات.
مثل كاش في عام 1961 في فيلم بعنوان خمس دقائق للحياة، وأعيد إصداره لاحقا باسم مهووس من الباب إلى الباب. وكان قد كتب وغنى أغنية البداية.

### الخارج عن القانون
بعد انطلاقه مهنيًا في نهاية الخمسينيات، بدأ كاش يفرط في شرب الخمر، وأصبح مدمنا على الأمفيتامين والباربيتورات. واشترك لفترة وجيزة في شقة في مدينة ناشفيل مع وايلون جيننغز،و الذي كان مدمنا بشدة على الأمفيتامين.و تعاطى كاش المنشطات للبقاء مستيقظًا خلال الجولات، وكان أصدقاؤه يمزحون معه عن «عصبيته» وسلوكه، متجاهلين الإشارات التي تحذر من إدمانه. وفي مشهد من وراء الكواليس في برنامج جوني كاش، أعلن كاش أنه «جرب كل أنواع المخدرات الموجودة».
كان مسيرة كاش لا تزال تحقق صدى، رغم خروجه عن السيطرة أنه في نواح كثيرة. وحققت أغنيته «حلقة النار» نجاحًا كبيرا، حيث تصدرت قائمة أغاني الكانتري، ودخلت قائمة أغاني البوب في العشرين الأوائل. الأغنية من تأليف جون كارتر وميريل كيلغور. الأغنية كانت في الأصل تؤديها أخت كارتر، إلا أن كاش غناها قائلاً أنها جاءته في المنام.
في يونيو 1965، اشتعلت النار في شاحنته بسبب الحرارة الزائدة للعجلات، مما تسبب في حريق الغابة والذي أحرق مئات من الفدادين في غابة لوس بادريس الوطنية في كاليفورنيا. وعندما سأله القاضي لماذا فعلت ذلك؟، قال كاش «أنا لم أفعل ذلك، شاحنتي فعلت هذا، بما أنها قد ماتت لا يمكنك أن تسألها.» و دمر الحريق الكثير، وحرق الأشجار على ثلاثة جبال وأسفر عن مقتل 49 من 53 من طيور كندور كاليفورنيا المهددة بالانقراض. كان كاش غير نادم وقال: «أنا لا أهتم بصقورك الصفراء اللعينة». قاضته الحكومة الفيدرالية وأقرت حكمًا قضائيًا بتعويض قدره 125,172 دولار أمريكي. وفي النهاية سوّى جوني القضية ودفع 82,001 دولار أمريكي.و قال كاش أنه كان الشخص الوحيد الذي قاضته الحكومة لبدئه حريقا في غابة.
على الرغم من أن صورة كاش كخارج عن القانون صقلت بعناية من قبل المسوّقين، إلا أنه لم يقضِ أبدًا عقوبة السجن. ورغم أنه دخل السجن سبع مرات لجنح، إلا أنه بقاؤه في كل مرة لم يدم سوى ليلة واحدة. وكانت أسوأ مشاكله مع القانون قد وقعت أثناء جولة في عام 1965، عندما ألقي القبض عليه من قبل شرطة المخدرات في إل باسو، واشتبه الضباط في أنه كان يهرب الهيروين من المكسيك. حصل كاش على حكم مع وقف التنفيذ لأنها كانت أدوية بوصفة طبية بدلاً من مخدرات غير مشروعة.

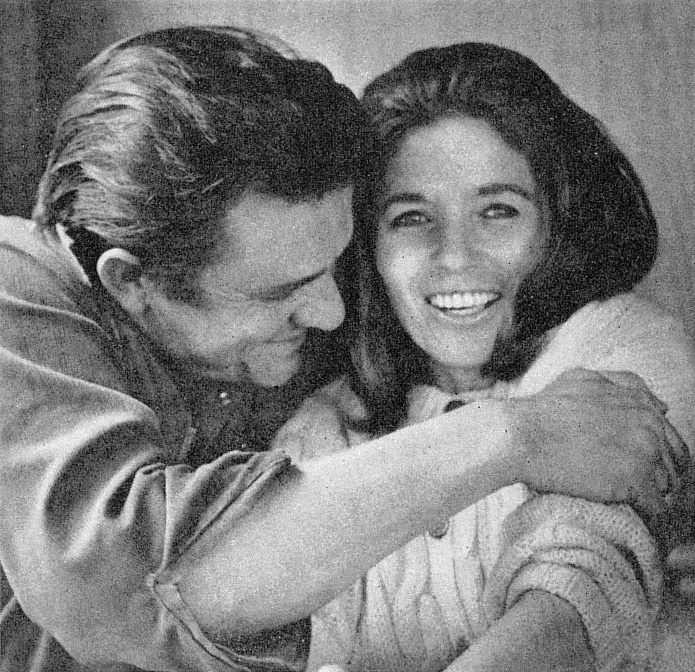
جوني كاش وزوجته الثانية، جون كارتر

وتم القبض على كاش أيضًا في 11 مايو 1965، في ستاركفيل، ميسيسيبي، بسبب التعدي على ممتلكات خاصة في وقت متأخر من الليل لسرقته لزهور. (وهذه الحادثة ألهمته لتأليف أغنية «سجن مدينة ستاركفيل»، والتي تحدث عنها في ألبومه في السجن في سان كوينتن.)
وفي منتصف الستينيات، أصدر كاش عددًا من الألبومات، بما في ذلك جوني كاش يغني أغاني الغرب الحقيقي (1965)، حيث خلط تسجيلاً تجريبيًا مزدوجًا من الأغاني الأصيلة على الحدود مع أغاني كاش المحكية، ودموع مرة (1964)، وبه أغاني ألقت الضوء على محنة الهنود الحمر في الولايات المتحدة.
كان إدمانه المخدرات في أسوأ حالاته في هذه المرحلة، كما أدى سلوكه المدمر إلى طلاقه من زوجته الأولى وإلغائه عدة عروض بعدها. وفي عام 1967، عمل كاش في ثنائي مع كارتر في أغنية «جاكسون»، وحصلا على جائزة غرامي.
توقف كاش عن تعاطي المخدرات في عام 1968، بعد عيد الغطاس في كهف نيكاجاك، عندما حاول الانتحار وهو تحت تأثير المخدرات القوي، حيث دخل الكهف في محاولة منه لقتل نفسه، حيث أغمي عليه وقال أنه أحس بالإنهاك وشعر بنهايته القريبة عندما شعر بحضور الله في قلبه، وتمكن من الخروج من الكهف (على الرغم من الإرهاق) بإتباع الضوء الخافت والنسيم الطفيف. وبالنسبة له كان هذا يوم ميلاد جديد. انتقل جون ومايبيل وعزرا كارتر إلى منزل كاش لمدة شهر لمساعدته في التغلب على إدمانه. طلب كاش من جون الزواج على خشبة المسرح في حفل موسيقي في لندن غاردنز في لندن (أونتاريو)، أونتاريو في 22 فبراير 1968؛ وتزوجا في وقت لاحق من الاسبوع (يوم 1 مارس) في فرانكلين، كنتاكي. قد وافقت جون على الزواج من كاش بعد أن شفي من الإدمان. وقد أعاد اكتشاف إيمانه المسيحي، حيث تحدث في معبد الإنجيل، وهي كنيسة صغيرة في منطقة ناشفيل، حيث أصبح قسيسًا بواسطة القس جيمي رودجرز سنو نجل أسطورة موسيقى الكانتري هانك سنو. واختار كاش هذه الكنيسة على العديد من الكنائس الكبرى الشهيرة في منطقة ناشفيل لأنه قال أنه عومل هناك وكأنه أحد أبناء الأبرشية وليس من المشاهير.

### فولسوم بريزون بلوز
شعر كاش بتعاطف كبير مع السجناء، وبدأ في تقديم الحفلات في سجون مختلفة بدءً من أواخر الستينيات. نتج عن هذه العروض الحية اثنين من الألبومات الناجحة، جوني كاش في سجن فولسوم (1968) وجوني كاش في سان كوينتين (1969).
ألبوم سجن فولسوم بدأ بأغنيته الكلاسيكية «فولسوم بريزون بلوز»، في حين أنه بدأ ألبوم سان كوينتين بأغنيته الناجحة «صبي يدعى سو»، وهي من تأليف شيل سيلفرشتاين والتي تصدرت قائمة أغاني الكانتري ووصلت للمركز الثاني على قائمة أغاني البوب. احتوت إصدارات الـ إيه إم للأغنية الأخيرة على اثنين من الشتائم التي تمت إزالتها، بينما في إصدارات الأقراص المدمجة الحديثة التي لم تخضع للرقابة، وبالتالي فزمنها أطول من الألبوم الأصلي، على الرغم من أنها ما زالت محتفظة بأصوات الجمهور الأصلية.
بالإضافة إلى أدائه في سجون الولايات المتحدة، أدى كاش أيضًا في سجن أوستراكر في السويد في عام 1972. ألبوم با أوستركر («في أوستراكر» صدر في عام 1973. بين الأغاني، تحدث كاش بالسويدية، وهو الأمر الذي كان موضع تقدير كبير من قبل السجناء.

### الرجل المتشح بالسواد

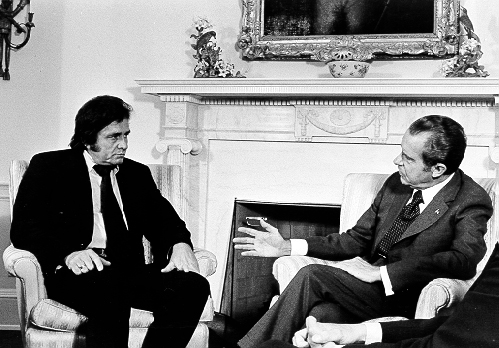
دافع كاش عن إصلاح السجون في اجتماع يوليو 1972 مع رئيس الولايات المتحدة ريتشارد نيكسون.

من عام 1969 إلى عام 1971، لعب كاش دور البطولة في برنامجه التلفزيوني الخاص، برنامج جوني كاش، على شبكة أيه بي سي. كان الأخوة ستاتلر يقدمونه في كل حلقة، كما كانت عائلة كارتر وأسطورة الروكابيلي كارل بيركنز أيضًا جزءً من البرنامج ويظهرون بشكل منتظم. استطاع كاش أن يستضيف أكثرية الفنانين المعاصرين كضيوف؛ منهم نيل يونغ ولويس أرمسترونغ وكيني روجرز وجيمس تايلور وراي تشارلز وإريك كلابتون وبوب ديلان.
كان كاش قد اجتمع مع بوب ديلان في منتصف الستينيات، وأصبحا أقرب الأصدقاء عندما كانا جارين في أواخر الستينيات في وودستوك في ولاية نيويورك. كان كاش متحمسًا لإعادة تقديم ديلان المعتزل لجمهوره. غنى كاش ثنائيًا مع ديلان على ألبوم ديلان الريفي ناشفيل سكيلاين، وكتب أيضًا ملاحظات بخط يده على الألبوم الفائز بجائزة غرامي.
فنان آخر حصل على دعم مهني كبير من برنامج جوني كاش، وهو مؤلف الأغاني والملحن كريس كريستوفرسون، الذي قد بدأ يصنع لنفسه اسما بوصفه مغنيًا ومؤلفًا موسيقيًا. أثناء الغناء الحي لأغنية كريستوفرسون في "صنداى مورنينغ كومينغ داون"، رفض كاش تغيير الكلمات لتتناسب مع المديرين التنفيذيين للشبكة، بغناء مقدمة الأغنية للماريجوانا: "على الرصيف صباح يوم الأحد / أتمنى يا ربي لو كنت ثملا (وتعني أيضا أتعاطى المخدرات).
في بداية السبعينات، كانت صورته العامة قد تبلورت باسم «الرجل المتشح بالسواد». وكان يغني بانتظام وهو يرتدي ملابسه السوداء، ويرتدي معطفًا أسود طويل حتى الركبة. وكان هذا الزي معاكسًا للملابس التي يرتديها معظم نجوم الكانتري في زمنه، وهي البدلات المبهرجة وأحذية رعاة البقر. في عام 1971، كتب كاش أغنية «الرجل المتشح بالسواد»، لتساعد في شرح لباسه: «نحن في أفضل حال كما أفترض / بسلسلة من السيارات الجميلة والملابس الأنيقة / ولكن بينما نتذكر المقيدين / يجب أن يكون أمامهم رجل متشح بالسواد».
لبس هو وفرقته في البداية قمصانًا سوداء لأن ذلك كان اللون الوحيد الذي يتطابق بين ثيابهم المختلفة. ارتدى ألوان أخرى على خشبة المسرح في بداية مسيرته، لكنه زعم أن يحب ارتداء الأسود داخل وخارج المسرح. ذكر أنه، بجانب الأسباب السياسية، قال أنه ببساطة يحب الأسود كلون له على خشبة المسرح. حتى يومنا هذا، فإن الزي الرسمي لبحرية الولايات المتحدة يشار إليه من قبل البحارة باسم «جوني كاشز» (بالإنجليزية: Johnny Cashes)، نظرًا لأن ربطة عنق القميص والسراويل سوداء قاتمة.
في منتصف السبعينات، بدأت شعبية كاش في الانحسار، ولكن سيرته الذاتية (الأولى من أصل اثنتين)، بعنوان الرجل المتشح بالسواد، نشرت في عام 1975 وبيع منها 1.3 مليون نسخة، بينما صدرت الثانية، كاش: السيرة الذاتية في عام 1997. أدت صداقته مع بيلي غراهام إلى إنتاج فيلم عن حياة السيد المسيح، طريق الإنجيل، الذي شارك كاش في كتابته وروايته.
كما أنه استمر في الظهور على شاشة التلفزيون، فاستضاف برنامجًا سنويًا خاصا في عيد الميلاد على شبكة سي بي اس خلال السبعينيات. كما ظهر على التلفزيون يعد ذلك في حلقة من مسلسل كولومبو، وظهر أيضًا مع زوجته في حلقة من مسلسل «منزل صغير على المرج» بعنوان «المجموعة»، ومثل دور الناشط جون براون في عام 1985 في مسلسل تلفزيوني قصير عن الحرب الأهلية الأمريكية بعنوان الشمال والجنوب.
كان جوني كاش على علاقة ودية مع العديد من رؤساء الولايات المتحدة، بدءً من ريتشارد نيكسون، وكان أقرب رئيس إليه هو جيمي كارتر، الذي أصبح صديقًا حميمًا جدًا. ذكر أنه وجد لكل منهم شخصية ساحرة، مشيرًا إلى أن هذا ربما كان ضروريًا ليتم انتخابهم.
تمت دعوته للغناء في البيت الأبيض للمرة الأولى في عام 1972، وطلب منه مكتب الرئيس ريتشارد نيكسون أن يغني «أوكى فروم موسكوغي» للمغني ميرل هاغارد (عن الناس الذين يحتقرون الشباب متعاطي المخدرات والمتظاهرين المناهضين للحرب) و«ويلفير كاديلاك» (أغنية غاي درايك التي تشكك بنزاهة المنتفعين من الضمان الاجتماعي). فرفض كاش غناء أي منهما، وبدلاً من ذلك غنى أغاني أخرى، بما في ذلك أغنية «آيرا هايز» (عن مجند هندي شجاع في الحرب العالمية الثانية تعرض لسوء المعاملة عند عودته إلى أريزونا)، وأغانيه الخاصة، «ما هي الحقيقة؟» (بالإنجليزية: What is Truth?) و«الرجل المتشح بالسواد» (بالإنجليزية: Man in Black). ادعى كاش أن أسباب رفضه للأغاني التي إقترحها نيكسون أنه لم يكن يعرفها كلها وكانت عنده مهلة قصيرة ليتمرن عليها، وليس لأي سبب سياسي. وأضاف كاش أنه حتى ولو أعطاه مكتب نيكسون الوقت الكافي ليتعلم الأغاني ويتمرن عليها، فإن اختيارهم لأغاني لها عواطف موجهة ضد الهيبيين والسود ربما ارتدت عليه.

### هاي واي مين
في عام 1980، أصبح كاش أصغر شخص حي يتم إدخاله ضمن قاعة مشاهير موسيقى الريف في سن الثامنة والأربعين، ولكن خلال الثمانينات لم تعد أغانيه تنجح على القوائم كما في السابق، وإن واصل جولاته بنجاح. في منتصف الثمانينات، سجل وأقام جولات مع وايلون جينينغز وويلي نيلسون وكريس كريستوفرسن في فرقة «هاي واي مين»، فأصدروا ألبومين ناجحين.
خلال هذه الفترة، ظهر كاش في عدد من الأفلام التلفزيونية. وفي عام 1981، قام ببطولة كبرياء جيسي هالام، وحاز على استحسان النقاد عن فيلم جذب الانتباه إلى أمية البالغين. في نفس العام، ظهر كاش كضيف خاص جدًا في حلقة من مابيت شو. في عام 1983، ظهر بدور المأمور البطل في فيلم جريمة قتل في مقاطعة كويتا، وهو مستوحى من قضية قتل واقعية في ولاية جورجيا، وشاركه البطولة في دور القاتل آندي جريفيث. وقد حاول كاش على مدى سنوات أن ينتج الفيلم، لذا حصل على إشادة.
عاد كاش إلى الإدمان بعد أن تعاطي المسكنات عند تعرضه لإصابة خطيرة في البطن عام 1983 حيث تعرض للركل والجرح من قبل نعامة احتفظ بها في مزرعته.
في عام 1988، قام كاش بزيارة وايلون جينينغز (الذي كان يتعافى من أزمة قلبية)، اقترح جينينغز أن يضع كاش نفسه في المستشفى بسبب حالة قلبه. وأوصاه الأطباء بجراحة قلب وقائية، وخضع كاش لعملية جراحية لتغيير شرايين القلب في المستشفى نفسه. وتعافى كل منهما، رغم أن كاش رفض استخدام أي وصفة طبية لتسكين الألم، خوفًا من الانتكاس والعودة إلى الاعتماد على المسكنات. زعم كاش لاحقا أنه أحس أثناء عمليته أنه اقترب من الموت، وأكد أنه رأى الجنة التي كانت جميلة جدًا، وأنه كان غاضبا عندما استيقظ ووجد أنه على قيد الحياة.
وصلت تسجيلات كاش وعلاقته مع مؤسسة ناشفيل إلى أدنى مستوياتها في الثمانينات، حيث أدرك أن شركة كولومبيا التي عمل معها ما يقرب من 30 عاما، بدأت في إهماله ولم تعد تسوق له بشكل صحيح (وهو ما كان يجهله خلال ذلك الوقت، كما قال في سيرته الذاتية). سجل كاش أغنية سيئة عمدًا للاحتجاج يسخر فيها من نفسه بعنوان «الدجاجة المتشحة بالسواد» (بالإنجليزية: Chicken in Black)، وتدور حول زرع عقل جوني في رأس دجاجة. ولكن المفارقة أن الأغنية نجحت تجاريًا أكثر من أي من أغانيه الأخرى التي صدرت في تلك الفترة، على أنه كان يأمل أن تنهي هذه الأغنية علاقته مع الشركة قبل أن يفعلوا هم ذلك، ولم يمض وقت طويل بعد إصدار الأغنية حتى افترق كاش عن كولومبيا.
في عام 1986، عاد كاش إلى استوديوهات صن في ممفيس ليكون فريقًا مع روي أربيسون وجيري لي لويس وكارل بركينز لإصدار ألبوم «صف 55». لم تكن هذه هي المرة الأولى التي يتعاون فيها مع لويس وبيركنز في استوديوهات صن. وفي عام 1986 أيضًا، نشر كاش روايته الوحيدة «الرجل المتشح بالبياض»، وهو كتاب عن شاؤول واعتناقه المسيحية ليصبح الرسول بولس. سجل أيضًا «جوني كاش يقرأ العهد الجديد بالكامل» في عام 1990.

### تسجيلات أميريكان

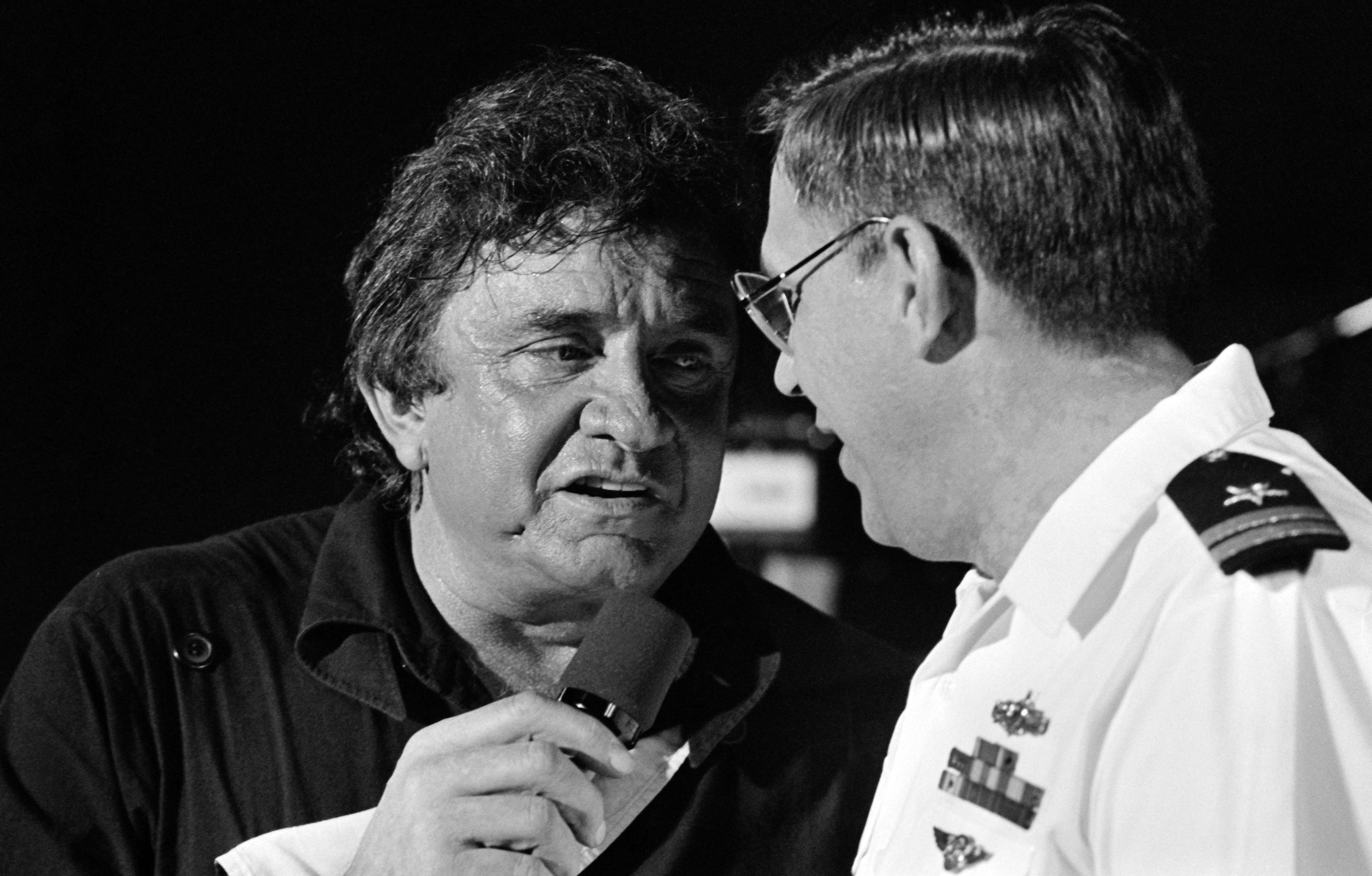
جوني كاش يغني ثنائيًا مع ملازم من البحرية عام 1987

بعد أن ألغت كولومبيا عقد كاش، دخل في عقد مع تسجيلات ميركوري لفترة قصيرة من عام 1987 حتى 1991 ولكنها لم تكن ناجحة.
في عام 1991، غنى كاش أغنية «الرجل المتشح بالسواد» في النسخة التي غنتها فرقة البانك المسيحي «ون باد بيغ» في ألبومهم «أصرخ بالأحد».
تجددت حياته المهنية في التسعينيات، ما زاد شعبيته بين جمهور المستمعين الشباب الذين لم يهتموا بموسيقى الكانتري في العادة. ففي عام 1993، غنى بصوته في أغنية يو تو «الجوال» (بالإنجليزية: The Wanderer) في ألبومهم «زوربا» (بالإنجليزية: Zooropa). لم تعد الشركات الكبيرة تطلبه، ولكن عرض عليه المنتج ريك روبن عقدًا مع شركة تسجيلات روبن أميريكان، المعروفة بإنتاجها لموسيقى الراب والهارد روك.
تحت إشراف روبن، سجل ألبوم «تسجيلات أمريكية» (بالإنجليزية: American Recordings) عام 1994 في غرفة معيشته، يرافقه فقط جيتاره. هذا الجيتار كان جيتار مارتن دريدنوت—واحد من العديد من الغيتارات التي عزف بها كاش طيلة حياته المهنية. احتوى الألبوم على العديد من أغاني الفنانين المعاصرين التي اختارها روبين ولاقت نجاحًا بين النقاد والجمهور، كما حاز على جائزة غرامي لأفضل ألبوم شعبي معاصر. وكتب كاش أن استقباله في عام 1994 في مهرجان جلاستونبري كان أحد أهم أحداث مسيرته الفنية، وكان هذا بداية لعقد من الزمان من الجوائز الموسيقية والنجاحات التجارية.
ظهر كاش وزوجته في عدد من حلقات المسلسل التلفزيوني الشعبي الدكتورة جين بطولة جين سيمور، وهي الممثلة التي سمّت فيما بعد أحد أبنائها التوأم على اسم كاش. أدى كاش بصوته في حلقة «رحلة هومر الغامضة» من المسلسل الكوميدي عائلة سيمبسون، في دور قيوط الذي كان يوجه هومر سيمبسون في رحلته الروحية. في عام 1996، أصدر كاش ألبوم غير مقيّد (بالإنجليزية: Unchained)، وبصحبة توم بيتي أند ذا هارت بريكرز، والذي حصل على جائزة غرامي لأفضل ألبوم كانتري. رأى كاش أنه لم يوضح نفسه بما يكفي في سيرته الذاتية الرجل المتشح بالسواد في عام 1975، وكتب سيرة ذاتية أخرى في عام 1997 بعنوان كاش: السيرة الذاتية.

## السنوات الأخيرة والموت
في عام 1997، تم تشخيص حالة كاش بمرض عصبي يدعى متلازمة شاي دراغر، وهو أحد اشكال مرض باركنسون. تغير التشخيص في وقت لاحق إلى اعتلال عصبي لا إرادي المرتبط بمرض السكري. أجبر هذا المرض كاش على أن يختصر جولاته. وتم إدخاله المستشفى في عام 1998 بسبب ذات الرئة، والذي دمر رئتيه. أظهرت ألبوماته «تسجيلات أمريكية 3: الرجل المعتزل» (2000) و«تسجيلات أمريكية 4: الرجل الذي جاء قريبًا» (2002) نظرة كاش التشاؤمية لمرضه في شكل أغاني أكثر تشاؤمًا. كما أظهر الفيديو الذي صدر لأغنية ناين إنش نايلز «هيرت» (بالإنجليزية: Hurt)، نظرة كاش لماضيه وشعوره بالأسف. أصبح فيديو الأغنية معروفًا بأنه كلماته الأخيرة، ولقى إشادة خاصة من النقاد واستحسانًا شعبيًا.

توفيت جون كارتر في 15 مايو 2003، عن عمر يناهز الثالثة والسبعين، وطلبت جون من كاش الاستمرار في العمل، لذلك استمر في التسجيل وحتى أنه غنى في عرضين في حظيرة عائلة كارتر خارج بريستول، فيرجينيا. وفي حفلة 5 يوليو 2003 (آخر غناء عام)، وقبل أن يغني «حلقة النار»، قرأ كاش رواية له عن زوجته الأخيرة الراحلة الذي قد كتبها قبل وقت قصير من اعتلائه المسرح: 
| جوني كاش | ستظلل روح جون كارتر علي الليلة بالحب الذي كان لديها لي والذي كان عندي لها. ونحن مرتبطان مع بعض في مكان ما بين الأرض والسماء. وقد أتت في زيارة قصيرة من السماء لتزورني الليلة وتمنحني الشجاعة والإلهام كما كانت تفعل دائمًا | جوني كاش |

.
وعلى الرغم من سوء حالته الصحية، قال أنه يتطلع إلى اليوم الذي يتمكن فيه من المشي مجددًا ويقذف كرسيه المتحرك في النهر قرب منزله.
توفي جوني كاش بعد أقل من أربعة أشهر من وفاة زوجته، في 12 سبتمبر 2003، أثناء دخوله المستشفى في مستشفى بابتيست في مدينة ناشفيل. ودفن بجوار زوجته في حدائق هيندرسونفيل التذكارية بالقرب من منزله في هيندرسونفيل، تينيسي.
في يونيو 2005، عُرض منزله على ضفاف بحيرة كايديل في هيندرسونفيل للبيع عن طريق ورثته. وفي يناير 2006، تم بيع المنزل للمغني باري غيب من فرقة بي جيز وزوجته ليندا، وتم وضعه بسند ملكية في شركتهم فلوريدا ذات المسؤولية المحدودة بـ 2.3 مليون دولار أمريكي. وكان وكيل الورثة هو شقيق كاش الأصغر تومي كاش. ودمر المنزل حريق يوم 10 أبريل 2007.
أحد التعاونات الأخيرة بين جوني كاش والمنتج ريك روبن، بعنوان تسجيلات أمريكية 5: مائة طريق سريع، صدر بعد وفاته في 4 يوليو 2006. وبدأ الألبوم ظهوره بتصدره قائمة أفضل 200 ألبوم، للأسبوع المنتهى في 22 يوليو 2006.
في 26 فبراير 2010، الذي كان عيد ميلاد كاش الثامن والسبعين، قامت أسرة كاش وريك روبن وشركة لوست هايواي بإصدار الألبوم الثاني بعد موته تسجيلات أمريكية 6: لا يوجد قبر.

## الإرث
اعتبر كاش منذ أيامه الأولى أحد رواد الروكابيلي والروك أند رول في الخمسينات، ولعقود قضاها كممثل دولي لموسيقى الكانتري، إلى عودته إلى الشهرة في التسعينيات بمثابة أسطورة حية. أثر كاش أيضًا على عدد لا يحصى من الفنانين وترك مجموعة كبيرة من الأعمال. كما كان كاش موقرًا من أكثر الموسيقيين شعبية في زمنه. صورته المتمردة وموقفه المناهض للاستبدادية في كثير من الأحيان أثر على حركات البانك روك.
اشتهر من بين أبنائه، ابنته روزان كاش (من زوجته الأولى فيفيان ليبيرتو) وابنه جون كارتر كاش (من جون كارتر كاش) في عالم موسيقى الكانتري.
احتضن كاش الفنانين ودافع عنهم بحدود ما كان مقبولا في موسيقى الكانتري. في حفل كل النجوم في عام 1999، غنى له مجموعة من الفنانين، بما في ذلك بوب ديلان وكريس آيزاك وويكليف جين ونورا جونز وكريس كريستوفرسون وويلي نيلسون ويو تو. ظهر كاش بنفسه في النهاية وغنى للمرة الأولى منذ أكثر من سنة. تم إصدار ألبومين قبل وفاته بقليل؛ أرواح الاقارب: تحية لأغاني جوني كاش تحتوي على أعمال فنانين مشهورين، بينما لابس السواد: تحية لجوني كاش احتوي على أعمال من فنانين كثيرين ولو كانوا أقل شهرة.
في المجموع، كتب أكثر من ألف أغنية وأصدر عشرات الألبومات، وهناك مجموعة بعنوان ألبوم مكتشف الذي صدر بعد وفاته. ويشمل أربعة أقراص مدمجة لتسجيلات غير مصدرة مع روبين وكذلك أفضل أعمال كاش على أميريكان.
تقديرًا لجهوده الطويلة في دعم قرى الأطفال إس أو إس دعت عائلته الأصدقاء والمشجعين للتبرع لهذه المؤسسات الخيرية أحياء لذكراه. كان له صلة شخصية مع قرية «ديزن أم أميرسى» في بحيرة أميرسى في جنوب ألمانيا، حيث كان قد عين في مكان قريب أثناء خدمته العسكرية، وأيضًا مع قرية إس أو إس في باريت تاون، بالقرب من مونتيجو باي، بالقرب من منزله عطلته في جامايكا. وتم تأسيس الصندوق الخيري التذكاري لجوني كاش.
في عام 1999، تلقى كاش جائزة غرامي لإنجازات الحياة. في عام 2004، كما صنفته مجلة رولينج ستون في المرتبة 31 على قائمة تضم 100 من أكبر الفنانين في كل العصور. 
في تحية لكاش بعد وفاته، أضاف مغني الكانتري جاري آلان أغنية «كهف نيكاجاك (خلاص جوني كاش)» في ألبومه لعام 2005 بعنوان «تاف أول أوفر» (بالإنجليزية: Tough All Over). الأغنية تسرد بلوغ كاش للحضيض، وبعد ذلك بعثت حياته ومهنته.
الشارع الرئيسي في هينديرسونفيل، تينيسي والطريق السريع 31 إي، عرف باسم «جوني كاش باركواي». ويقع متحفه أيضًا في نفس المدينة. يقع متحف آخر لجوني كاش في وودمير، نيويورك في فيلتر أفينيو. صاحب المتحف حاليًا يحاول إعادة تسمية الشارع تكريمًا لجوني كاش.
في 2-4 نوفمبر 2007، أقيم مهرجان جمع الزهور لجوني كاش في ستاركفيل، ميسيسيبي؛ حيث ألقي القبض على كاش منذ أكثر من 40 عامًا وأمضى الليلة في سجن المدينة في 11 مايو 1965، أوحى هذا لكاش بكتابة أغنية «سجن مدينة ستاركفيل». في هذا المهرجان، حيث تلقى عفوًا رمزيًا بعد وفاته، تم تكريم حياة كاش وموسيقاه، وكان من المتوقع أن يصبح حدثًا سنويًا.
جي سي يونيت ون، وهي حافلة كاش التي كان يتنقل بها بين حفلاته من عام 1980 إلى 2003، تم وضعها للعرض في متحف الروك آند الرول عام 2007. ومتحف كليفلاند في أوهايو يعرض جولات على الحافلة خلال مواسم معينة، وهي لا تعرض خلال الشتاء.

### تمثيل دوره
في عام 1998، مثل مغني الكانتري مارك كولي دور كاش لأول مرة في فيلم قصير، لا زلت أفتقد أحدهم (بالإنجليزية: I Still Miss Someone)، الذي صور معظمه بالأبيض والأسود، والذي حاول تصوير لحظة من أحلك سنوات كاش في منتصف الستينيات.
فيلم أسير على الطريق، الفائز بالأوسكار تحدث عن حياة جوني كاش ببطولة جواكين فونكس في دور جوني وريز ويذرسبون في دور جون (التي فازت بجائزة الأوسكار لأفضل ممثلة عام 2005)، صدر في الولايات المتحدة في يوم 18 نوفمبر من عام 2005 ونجح تجاريًا وأشاد به النقاد. فاز كل من فينيكس وويذرسبون بمختلف الجوائز الأخرى عن الفيلم، بما في ذلك جائزة جولدن جلوب لأفضل ممثل في فيلم موسيقي أو كوميدي وأفضل ممثلة في فيلم موسيقي أو كوميدي، على التوالي. وكلاهما كانا يغنيان بأصواتهم في الفيلم، وتعلم فينيكس العزف على الجيتار من أجل الدور. وتلقى فينيكس جائزة غرامي لمساهماته في موسيقى الفيلم. جون كارتر كاش، الطفل الوحيد لكل من جوني وجون، كان المنتج المنفذ للفيلم.
«حلقة النار» وهي مسرحية موسيقية عن الأعمال الكاملة لكاش، ظهرت لأول مرة في مسرح برودواي في 12 مارس، 2006 في مسرح إثيل باريمور، لكنها أغلقت بسبب النقد القاسي من النقاد والمبيعات المخيبة في 30 أبريل، 2006.

## الجوائز والتكريم
تلقى كاش عدة جوائز لموسيقى الكانتري والغرامي وغيرها من الجوائز، في فئات تتراوح بين الأعمال الغنائية والمحكية إلى ملاحظات الألبوم والفيديو.
في مهنته التي امتدت خمسة عقود تقريبًا، كان كاش تجسيدًا لموسيقى الكانتري لكثير من الناس في مختلف أنحاء العالم. كان كاش موسيقيًا غير مرتبط بنوع واحد. سجل الأغاني التي يمكن أن تعتبر من الروك آند رول والبلوز والروكابيلي والشعبية والدينية، كان له تأثير على كل من تلك الأنواع. وعلاوة على ذلك، له تميز فريد بين فنانين الكانتري من أغانيه التي نجحت في وقت متأخر من حياته المهنية لتزداد شعبيته بين جمهور كبير من عشاق الإيندي روك وعشاق الروك البديل. ويتضح التنوع من تواجده في ثلاث قاعات شرف موسيقية كبرى: قاعة مشاهير كتاب الأغاني في ناشفيل (1977)، وقاعة مشاهير موسيقى الريف (1980)، والصالة الفخرية للروك آند رول (1992). فقط ثلاثة عشر فردًا جمعا بين اثنين من الثلاث، ولم يحقق الثلاثية سوى هانك وليامز وجيمي رودجرز وبيل مونرو. كما دخل كاش قاعة مشاهير الروك أند رول، ولإسهامه الريادي لهذا النوع أدخله أيضا في قاعة مشاهير الروكابيلي. كُرّم كاش أيضًا من مركز كينيدي في عام 1996. صرح كاش بأن دخوله في قاعة مشاهير موسيقى الريف، في عام 1980، كان أعظم إنجازاته المهنية. رشح كاش لجائزة أفضل تصوير سينمائي لفيديو أغنية «هيرت» في جوائز «إم تي في»، وكان من المفترض أن يظهر في الحفل، لكنه توفي في تلك الليلة. في عام 2007، أدخل جوني كاش في قاعة مشاهير هيت باريد.

## الهامش

### الأعمال المنشورة
- كاش، جوني. الرجل في السواد: قصته بكلماته. جراند رابيدز: زوندرفان، 1975. أي اس بي ان 99924 - 31 - 58 - العاشر.
- كاش، جوني، مع باتريك كار. كاش: السيرة الذاتية، نيويورك: هاربر كولينز، 1997. ISBN 0-06-101357-9.
- كاش، جوني، مع جون كارتر كاش. لاف، لاينر نوتس. نيويورك: سوني، 2000. آسين B00004TB8A.
- تيرنر، ستيف. الرجل الذي يدعى كاش: حياة، وحب، وإيمان أسطورة أمريكية. ناشفيل، توماس نيلسون، 2004. (السيرة الذاتية المرخصة).
- كاش، جوني، «الرجل في البياض»، عام 1986، عن حياة الرسول بولس.

## وصلات خارجية
- البث الشبكي الرسمي
- الموقع الإلكتروني الرسمي
- صفحة الفنان جوني كاش الرسمية في لوست هايواي[وصلة مكسورة]
- قاعة مشاهير موسيقى الريف
- في قاعة مشاهير الروك أند رول
- في قاعة مشاهير الروكابيلي
- في قاعة مشاهير هيت باريد
- جوني كاش على موقع IMDb (الإنجليزية)
- جوني كاش على موقع ميتاكريتيك (الإنجليزية)
- جوني كاش على موقع الموسوعة البريطانية (الإنجليزية)
- جوني كاش على موقع روتن توميتوز (الإنجليزية)
- جوني كاش على موقع مونزينجر (الألمانية)
- جوني كاش على موقع ألو سيني (الفرنسية)
- جوني كاش على موقع ميوزك برينز (الإنجليزية)
- جوني كاش على موقع رولينغ ستون (الإنجليزية)
- جوني كاش على موقع تيرنر كلاسيك موفيز (الإنجليزية)
- جوني كاش على موقع أول موفي (الإنجليزية)
- لاري كينج في 26 نوفمبر 2002 مقابلة مع جوني كاش على شبكة سي ان ان.
- جوني كاش: أفضل الصور عرض من مجلة لايف